# Edifício Copan
De Edifício Copan is een 37 verdiepingen hoog appartementsgebouw in het centrum van de Braziliaanse stad São Paulo. Het omvat 1160 woningen met zo'n 5000 bewoners. De begane grond biedt plaats aan 72 winkels én een kerk.
Het gebouw is ontworpen door Oscar Niemeyer en was bedoeld als symbool van de vooruitgang van Brazilië. Het werd gebouwd ter ere van het 400-jarige bestaan van São Paulo, wat in 1954 gevierd werd. Oorspronkelijk was het gebouw bedoeld als onderdeel van een veel groter complex, de rest van de bedoelde gebouwen zijn er echter niet gekomen.
Edifício Copan is gebouwd in de vorm van een golf en is het grootste betonnen bouwwerk in het land. Na dit project was de weg vrij voor Oscar Niemeyer om een groot aantal gebouwen in de nieuwe hoofdstad Brasilia te bouwen.